# Crossodactylus timbuhy
Espèce
Crossodactylus timbuhy est une espèce d'amphibiens de la famille des Hylodidae.

## Répartition
Cette espèce est endémique de l’État d'Espírito Santo au Brésil. Elle se rencontre dans les municipalités de Santa Teresa et de Cachoeiro de Itapemirim.

## Description
Les 14 spécimens adultes mâles observés lors de la description originale mesurent entre 20,8 mm et 24,9 mm de longueur standard et les 20 spécimens adultes femelles observés lors de la description originale mesurent entre 21,9 mm et 28,3 mm de longueur standard.

## Étymologie
Son nom d'espèce lui a été donné en référence à son lieu de découverte, Timbuhy étant l'ancien nom de Santa Teresa.

## Publication originale
- Pimenta, Cruz & Caramaschi, 2014 : Taxonomic review of the species complex of Crossodactylus dispar A. Lutz, 1925 (Anura, Hylodidae). Arquivos de Zoologia, São Paulo, vol. 45, p. 1–33 (texte intégral).